# アシネトバクター
アシネトバクター属 (ーぞく、Acinetobacter) は真正細菌Pseudomonadota門ガンマプロテオバクテリア綱シュードモナス目モラクセラ科の属の一つである。メンバーは全てグラム陰性桿菌である。土壌など湿潤環境を好み、自然環境中に広く分布する。健康な人の皮膚にも存在することがあり、動物の排泄物からも分離されることがある。
好気性、グラム陰性。短い棒状の形をしている。鞭毛を持たず、不動性である。オキシダーゼ陰性、ブドウ糖を醗酵しない。乾燥には比較的強い。通常は無害だが、A. baumanniiなど日和見感染症の原因菌もいる。他のDNA断片を取り込み自身のDNAに組み込む機構を持つ事から、変異を起こしやすい菌と言える。

## 属名と種名
当該属の菌は1950年代から60年代までは、Moraxella lwoffiやMicrococcus calcoaceticusと呼ばれていた。Acinetobacter属という名称は1954年にMoraxella lwoffiの属名変更により新設されたものである。現在のタイプ種であるAcinetobacter calcoaceticusも1968年にAcinetobacterに移され、その後の種の分割や新設により、2014年11月現在、アシネトバクター属には少なくとも46の種名と11の遺伝型が確認されている。1980年代に病原性を示す種としてA. baumannii が認知されるようになった。
Acinetobacterとは、ラテン語化されたギリシア語で、動くことができない（α[否定]+κινέω[動く]）細菌（βακτήρ[原義は棒]）という意味を持つ。ラテン語読みだとアキネトバクテールになる。
主な種は、
- アシネトバクター・カルコアセティカス (Acinetobacter calcoaceticus)
- アシネトバクター・バウマニ (A. baumannii)

院内感染菌として有名。誤って baumanii 、baumanni 、baumani と記述されていることもある。多剤耐性のバウマニは、MRAB または MDRAB(Multi-drug resistant Acinetobacter baumannii )と略される。種名は、研究に貢献した微生物学者のパウル・バウマンとリンダ・バウマン夫妻（Paul・Linda Baumann）に由来する。
- アシネトバクター・ルオフィイ (A. lwoffii)

## 感染症
感染部位は呼吸器系に多く見られ、気管切開創に定着し易いが、全ての臓器で化膿性感染症を引き起こす可能性がある。肺炎や尿路感染症、静脈カテーテル留置による蜂巣炎などを起こすが局所的な治療や抗生物質の投与で治癒することが多く、創傷箇所等に存在していても何の症状も起こさない事もある。しかし、日和見感染を起こす事があり、特に免疫力の低下した患者では、髄膜炎や菌血症および敗血症を起こし重篤な状態に陥る事も多い。
ただし、アシネトバクターによる感染によって死亡するような患者は、もともと、重篤な疾患を抱えていて死期が近く、いずれにせよ近いうちに何らかの原因で死亡するような患者である。こうした患者がアシネトバクターの感染によって、若干でも死期が早まれば「アシネトバクターによる死亡」として報告されるが、医学的には必ずしも重要な問題というわけではないのである。実際問題として、多くの一般病院では、アシネトバクターに感染するような例があっても、検査態勢の不備のために、そのことが発見すらされていない可能性が高いが、それを問題にする主張は見られない。検査態勢の充実した大学病院だからこそ発見される感染症と言うこともできる。こうした特質から、アシネトバクターは「殺し屋ではなく、葬儀屋」とたとえられることもある。

### 薬剤耐性
後述の様に、他のDNA断片を取り込んで自分の染色体DNAに取り込む能力があり、幾つかの抗菌薬に対する耐性を獲得した菌株が確認されている。日本感染症学会では、ニューキノロン系のシプロフロキサシン、カルバペネム系のイミペネム、アミノグリコシド系のアミカシンの全てに耐性を示す菌株を、多剤耐性アシネトバクター（ MDRA ）と定義している。

### 感染例
アメリカ合衆国では、イランやアフガニスタンからの帰還兵から多く報告されている。日本では2008-9年福岡大学病院、2010年藤田保健衛生大学病院、2009-10年帝京大学病院といった、感染症の検査態勢が整った大学病院において、アシネトバクターの集団感染が発見され注目を浴びつつある。問題はほとんどの抗生物質が効かない（多剤耐性）もの（MRABまたはMDRAB）が出現してきていることと、通常の滅菌処理が有効ではないことである。
- 帝京大学の感染例では、感染症制御の遅れによる業務上過失致死罪の適用も視野に入れた警察の捜査が始まったという報道もあった。これに対して全国医学部長病院長会議が緊急声明を出し、「故意性、悪意性のある医療事故ではなく、どの病院でも起こり得る細菌感染による医療問題」であり、刑事事件としての捜査にはなじまないと訴えている。[8]
- 福岡大学で有効だった抗生物質は、ミノサイクリンとイセパマイシンだけであった。
- 韓国で流行しており、福岡大学病院での最初の患者は韓国で入院した患者であった。
- 福岡大学では人工呼吸器のバイトブロックを滅菌再使用していたが、菌が検出されたために再使用をやめた。

厚生労働省は、2011年1月から感染症法5類感染症として定点観測の対象にすることにした。
感染が問題になるのは基礎疾患（持病、入院の理由である病気）が重症である場合だけで、普通の人間には無関係であり、病院での行動に注意をする必要すらない。ただし、重症患者については、最近、超多剤耐性菌（有効な抗菌剤や抗生物質が0-2種類しかない）による感染や死亡が目立っており、特にニューデリー・メタロベータラクタマーゼ(NDM)を持った菌が注目されている。WHOは2010年8月20日の声明で、耐性菌のまん延に対する懸念を示し、2011年のWHO総会でのテーマになるだろうと述べた。

## 医学的性質
乾燥に強い。また他のDNA断片を取り込んで自分の染色体DNAに取り込むことが出来、例えばカルパベネム耐性遺伝子（OXA-23-likeやOXA-58-like）を持ったり、キノロン耐性決定領域(QRDR)のアミノ酸残基の置換を引き起こす遺伝子変異を導入したりしている。

## 関連法規
- 感染症法の第5類感染症に指定。